# Riedelsgut
Riedelsgut ist Gemeindeteil der kreisfreien Stadt Bayreuth im bayerischen Regierungsbezirk Oberfranken. Riedelsgut liegt in der Gemarkung Bayreuth.

## Geografie
Der Weiler liegt in direkter Nachbarschaft zum Stadtteil St. Georgen am rechten Ufer des Roten Mains. Es stehen dort acht Bäume, die als Naturdenkmal ausgezeichnet sind.

## Geschichte
Von 1797 bis 1810 unterstand der Ort dem Justiz- und Kammeramt Bayreuth. Mit dem Gemeindeedikt wurde Riedelsgut dem 1812 gebildeten Steuerdistrikt Sankt Johannis und der Ruralgemeinde Laineck zugewiesen. Am 1. April 1939 wurde Riedelsgut nach Bayreuth eingemeindet.

### Einwohnerentwicklung
| Jahr      | 001819 | 001822 | 001861 | 001871 | 001885 | 001900 | 001925 | 001950 | 001961 | 001970 | 001987 |
| Einwohner | 3      | 6      | 5      | 3      | 22     | 41     | 19     | 29     | 30     | 10     | *      |
| Häuser    |        | 1      |        |        | 2      | 4      | 3      | 4      | 7      |        | *      |
| Quelle    | [ 6 ]  | [ 4 ]  | [ 7 ]  | [ 8 ]  | [ 9 ]  | [ 10 ] | [ 11 ] | [ 12 ] | [ 13 ] | [ 14 ] | [ 15 ] |

## Religion
Riedelsgut ist evangelisch-lutherisch geprägt und nach St. Georgen (Bayreuth) gepfarrt.